# جيك أوين
جيك أوين (بالإنجليزية: Jake Owen)‏ هو مغني ومغن مؤلف أمريكي، ولد في 28 أغسطس 1981 في فيرو بيتش ‏ في الولايات المتحدة.

## وصلات خارجية
- الموقع الرسمي
- جيك أوين على موقع IMDb (الإنجليزية)
- جيك أوين على موقع ميوزك برينز (الإنجليزية)
- جيك أوين على موقع رولينغ ستون (الإنجليزية)
- جيك أوين على موقع إن إن دي بي (الإنجليزية)
- جيك أوين على موقع أول ميوزيك (الإنجليزية)
- جيك أوين على موقع ديسكوغز (الإنجليزية)